# Hygrochroa horina
Hygrochroa horina är en fjärilsart som beskrevs av William Schaus 1920. Hygrochroa horina ingår i släktet Hygrochroa och familjen silkesspinnare. Inga underarter finns listade i Catalogue of Life.